# Trần Luân Kim
Trần Luân Kim (sinh 1939) là đại biểu Quốc hội Việt Nam khóa XI, thuộc đoàn đại biểu Phú Yên.